# Cartersville
Cartersville és una població dels Estats Units a l'estat de Geòrgia. Segons el cens del 2005 tenia 43.574 habitants.

## Demografia
Segons el cens del 2000, Cartersville tenia 15.925 habitants, 5.870 habitatges, i 4.132 famílies. La densitat de població era de 262,9 habitants per km².
Dels 5.870 habitatges en un 33,3% hi vivien nens de menys de 18 anys, en un 52,6% hi vivien parelles casades, en un 13,6% dones solteres, i en un 29,6% no eren unitats familiars. En el 25,9% dels habitatges hi vivien persones soles l'11,7% de les quals corresponia a persones de 65 anys o més que vivien soles. El nombre mitjà de persones vivint en cada habitatge era de 2,59 i el nombre mitjà de persones que vivien en cada família era de 3,1.
Per edats la població es repartia de la següent manera: un 25,9% tenia menys de 18 anys, un 8,7% entre 18 i 24, un 30,2% entre 25 i 44, un 20,8% de 45 a 60 i un 14,4% 65 anys o més.
L'edat mediana era de 36 anys. Per cada 100 dones de 18 o més anys hi havia 92,1 homes.
La renda mediana per habitatge era de 41.162 $ i la renda mediana per família de 48.219 $. Els homes tenien una renda mediana de 35.092 $ mentre que les dones 25.761 $. La renda per capita de la població era de 19.977 $. Entorn del 8,9% de les famílies i l'11,4% de la població estaven per davall del llindar de pobresa.

## Poblacions més properes
El següent diagrama mostra les poblacions més properes.